# Lucika, Lohvîțea
Lucika (în ucraineană Лучка) este un sat în comuna Sencea din raionul Lohvîțea, regiunea Poltava, Ucraina.

## Demografie
Componența lingvistică a localității Lucika
     Ucraineană (97,54%)
     Rusă (2,11%)
     Alte limbi (0,35%)
Conform recensământului din 2001, majoritatea populației localității Lucika era vorbitoare de ucraineană (97,54%), existând în minoritate și vorbitori de rusă (2,11%).